# Torum
Torum is een niet meer bestaand middeleeuwse kerkdorp in de monding van de Eems. De plaats lag in het middeleeuwse landschap Reiderland, ten westen van het Oost-Friese Pogum. Torum viel ten prooi aan de golven van de Dollard. 
Volgens de weinig betrouwbare Dollardkaart van Jacob van der Mersch uit 1574 zouden in het stadje acht goudsmeden hebben gewoond. Andere auteurs spreken over een markt; Ubbo Emmius noemde Torum een stad. Er was volgens hem tevens een muntmeester werkzaam die kleine zilveren munten sloeg. Waarschijnlijk heeft Emmius zich van de wijs laten brengen door een pot met Tournooise groten die hier was gevonden. Het opschrift TVRONES had men voor Torum gehouden.
Het dorp komt in 1367 voor het eerst voor als Cordinggum (lees: Tordingum), later als Thornum, Tornum of Tordingen. Rond 1450 wordt Erd van Thornum als een van de drie landrechters van het Emsland genoemd; zijn kinderen woonden 1461 in Ditzum. Torum wordt nog genoemd in een laat-vijftiende-eeuwse lijst van kerspelen van het bisdom Münster. Gezien de genoemde bedragen was het een eenvoudig dorp. Waar bijvoorbeeld Westerreide en Oosterreide beide 13 schillingen hebben, heeft Torum slechts 8 schillingen. Torum behoorde tot het decanaat (proosdij) Hatzum alias Nesse.
De plaats heeft tot in de zestiende eeuw bestaan. Volgens Emmius werd hier nog in 1507 een gericht gehouden. Een zekere Sybeke van Thoirum werd in 1512 burger van Emden. Drie schippers uit Torum leverden in 1513 achttien scheepsladingen graszoden aan het stadsbestuur. Volgens de getuigenis van Ubbo Emmius was Torum aan het eind van de zestiende eeuw verdwenen. Bij aanhoudende oostenwind waren de resten van gebouwen en straten nog zichtbaar en werden er verscheidene voorwerpen en geldstukken gevonden. Op kaarten wordt het eiland Tornummar afgebeeld en in 1586 besloot het Emder stadsbestuur een kilometers lange strekdam aan te leggen door de Tornumer Hörne om de Eems in zijn oude stroombed terug te dwingen. Ook dit Nesserlander Höft hield geen stand.
In negentiende-eeuwse volksverhalen zoals 'de sjofar van Torum' wordt de plaats geregeld genoemd. Deze verhalen lijken geïnspireerd te zijn geweest door buitenlandse sagen.

## Trivia
- De boerderij Torum in de Westpolder bij Vierhuizen is vernoemd naar het dorp. Opmerkelijk is dat de Westpolder aan de voormalige Lauwerszee ligt, dus precies aan de ander kant van de provincie. De bouwer van de boerderij, Roelf Eyes Torringa, gebruikte voor het metselen zoet water uit de binnenlanden, waardoor het gebouw zeer degelijk was. Na de overstroming in 1877 vertrok de familie en in 1882 kocht Derk Roelof Mansholt de boerderij. De familie Mansholt kwam uit Ditzumer Hammrich.
- Thorum was tevens de naam die SIcco Manholt, de kleinzoon van Derk Roelof, gaf aan zijn boerderij in de Wieringermeer.